# Elena Adelaide di Schleswig-Holstein-Sonderburg-Glücksburg
La principessa Elena Adelaide di Schleswig-Holstein-Sonderburg-Glücksburg (in tedesco: Helene Adelheid Viktoria Marie; Grünholz Manor, 1º giugno 1888 – Hellerup, 30 giugno 1962) era la terza figlia maggiore di Federico Ferdinando, duca di Schleswig-Holstein e della principessa Carolina Matilde di Schleswig-Holstein-Sonderburg-Augustenburg.
Fu principessa di Danimarca attraverso il suo matrimonio all'interno del Casato di Schleswig-Holstein-Sonderburg-Glücksburg con il principe Harald di Danimarca. La principessa Elena fu una simpatizzante nazista durante la seconda guerra mondiale e dopo la guerra fu esiliata dalla Danimarca.

## Infanzia

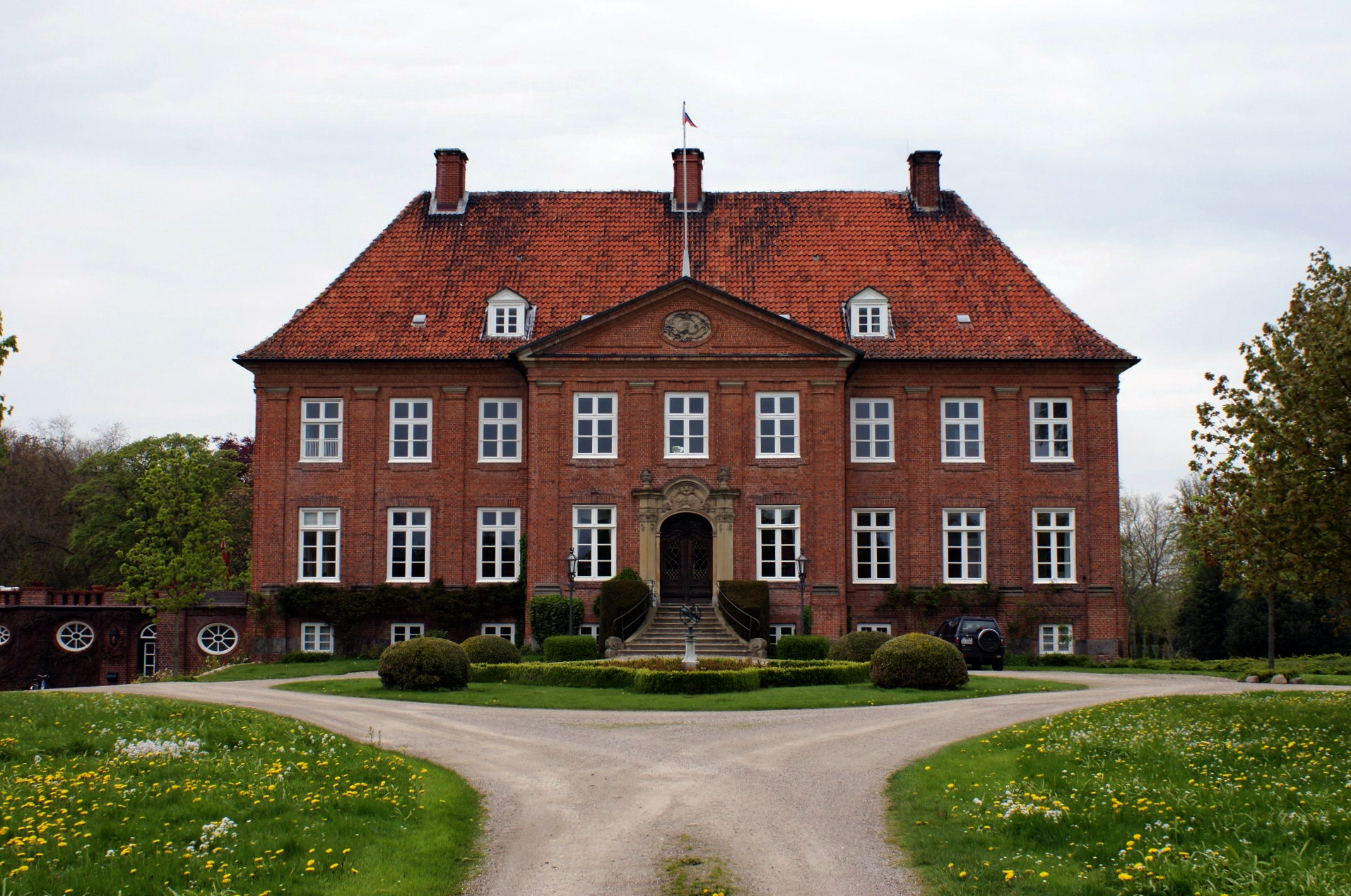
Grünholz Manor, luogo di nascita della Principessa Elena Adelaide, fotografato nel 2010.

Elena Adelaide nacque a Grünholz Manor, nello Schleswig-Holstein, come terza figlia maggiore di Federico Ferdinando, Duca di Schleswig-Holstein-Sonderbug-Glücksburg e di sua moglie la Principessa Carolina Matilde di Schleswig-Holstein-Sonderburg-Augustenburg.
Il padre di Elena era il figlio maggiore di Federico, Duca di Schleswig-Holstein-Sonderburg-Glücksburg e in nipote di Cristiano IX di Danimarca. Sua madre era sorella dell'imperatrice Augusta Vittoria e nipote della principessa Feodora di Leiningen, sorellastra materna della regina Vittoria. Tre anni prima della nascita di Elena Adelaide, suo padre era succeduto alla guida del Casato di Schleswig-Holstein-Sonderburg-Glücksburg e al titolo di duca nel 1885.

## Matrimonio
Nel 1908 venne annunciato il fidanzamento tra Elena Adelaide e il principe Harald di Danimarca, figlio di Federico VIII di Danimarca e di Luisa di Svezia e Norvegia. La coppia si sposò il 28 aprile 1909 a Glücksburg, Schleswig-Holstein.
Dopo il loro matrimonio, vissero nella loro casa di campagna a Jægersborghus a nord di Copenaghen, che il principe Harald aveva acquistato nel 1907. Ebbero cinque figli:
- Feodora (3 luglio 1910-17 marzo 1975), sposò il principe Cristiano di Schaumburg-Lippe, ebbero quattro figli;
- Carolina Matilde (27 aprile 1912-12 dicembre 1995), sposò il principe Knud di Danimarca, ebbero tre figli;
- Alessandrina Luisa (12 dicembre 1914-26 aprile 1962), sposò il conte Luitpoldo di Castell-Castell, ebbero tre figli;
- Gorm (24 febbraio 1919-26 dicembre 1991);
- Oluf (10 marzo 1923-19 dicembre 1990), sposò in prime nozze Annie Hélène Dorrit Puggard-Müller, ebbero due figli, e in seconde nozze Lis Wulff-Juergensen, non ebbero figli.

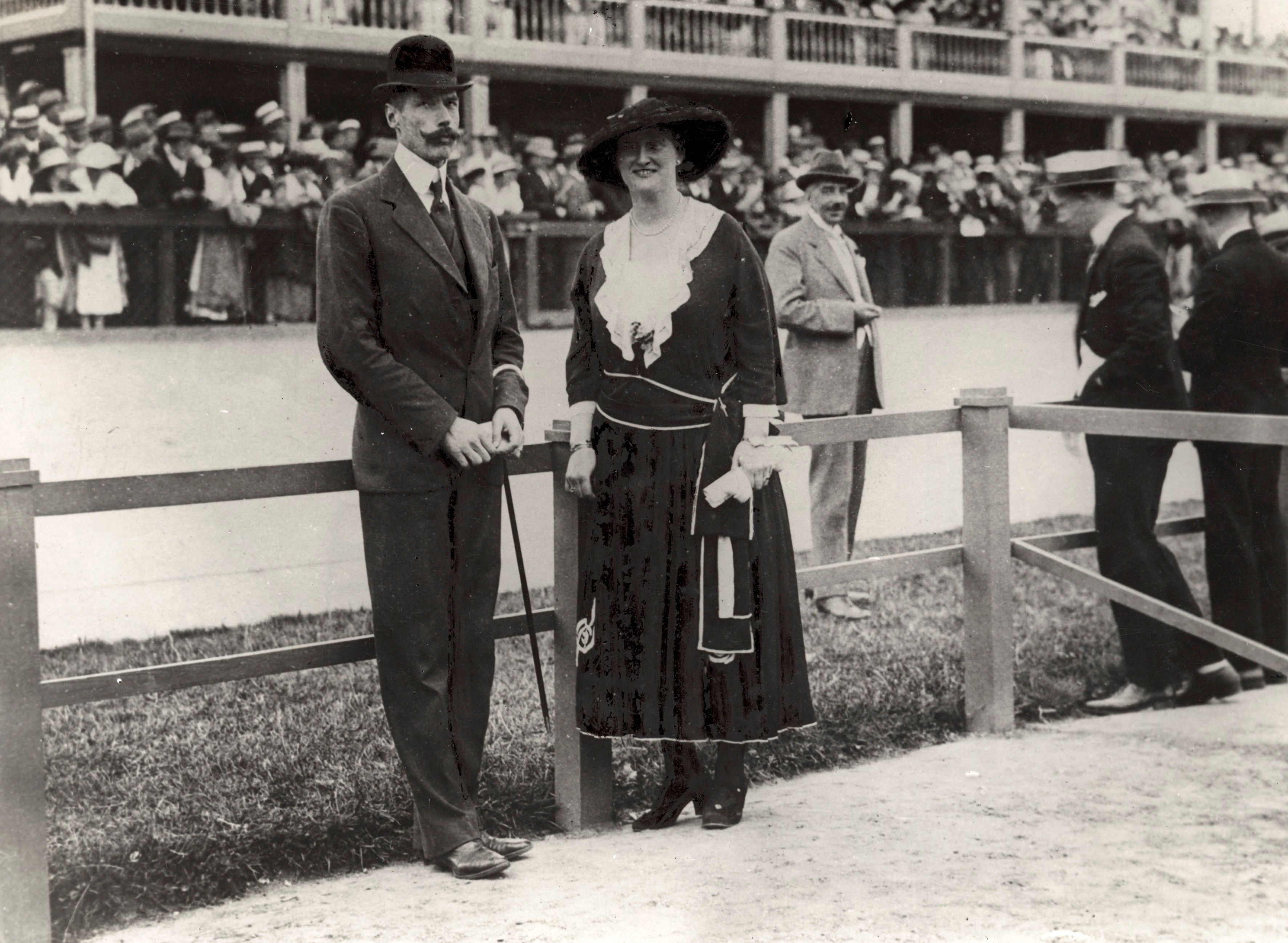
Il principe Harald e la principessa Elena assistono ai campionati del mondo di ciclismo su pista del 1921 al velodromo di Ordrup, vicino a Copenaghen.

L'unica attività ritenuta accettabile per un membro femminile della casa reale era la beneficenza e nel 1913 iniziò una campagna per fondare un orfanotrofio a Gentofte. L'orfanotrofio, Spædbørnshjemmet Danmark, è stato fondato nel 1923.

## Vita successiva
La principessa divenne molto impopolare durante la seconda guerra mondiale a causa della sua simpatia per l'occupazione tedesca e il partito nazista dopo l'occupazione della Danimarca nel 1940. Le sue azioni erano così impopolari che, in alcune occasioni, i danesi infuriati avevano persino rotto i finestrini della sua limousine. A causa del suo dichiarato sostegno ai tedeschi, secondo quanto riferito non parlava con i suoi figli, che erano imbarazzati dal suo comportamento. Anche suo marito aveva preso l'abitudine di evitare la sala da pranzo quando c'era lei. Uno dei suoi stessi servitori, Paul Dall, era un contatto dell'Abwehr a Copenaghen, e dopo la guerra fu giudicato colpevole come spia.
Il 18 gennaio 1942 partecipò al servizio funebre per un ufficiale delle SS, CE von Schalburg, morto sul fronte russo, servizio a cui il monarca si rifiutò di partecipare. Nel 1942, si sforzò di convincere il principe Knud di Danimarca a persuadere il monarca a consentire ai membri nazisti di entrare nel governo danese.
La principessa non è considerata un normale agente tedesco, ma piuttosto un'informatrice e un contatto su base informale. Dopo la guerra, la principessa Elena Adelaide non è stata sottoposta a un processo, essendo un membro della casa reale che non voleva alcuna pubblicità in merito, ma è stata esiliata dalla Danimarca il 30 maggio 1945 e posta agli arresti domiciliari presso il Castello di Glücksburg in Germania.
Le fu permesso di tornare in Danimarca nel 1947, quando il principe Harald si ammalò gravemente. È rimasta con il coniuge fino alla sua morte, due anni dopo.
La Principessa Elena sopravvisse al marito di 13 anni e morì il 30 giugno 1962 a Hellerup. Fu sepolta nella Cattedrale di Roskilde.

## Titoli e trattamento
- 1º giugno 1888 – 28 aprile 1909: Sua Altezza Principessa Elena Adelaide di Schleswig-Holstein-Sonderburg-Glücksburg
- 28 aprile 1909 – 30 giugno 1962: Sua Altezza Reale Principessa Elena Adelaide di Danimarca

## Ascendenza
|                                                                        |                                                         |                                                                     | Genitori                                   |  |  | Nonni |  |  | Bisnonni                                                       |  |  | Trisnonni                                            |  |
|                                                                        |                                                         |                                                                     |                                            |  |  |       |  |  | Federico Guglielmo di Schleswig-Holstein-Sonderburg-Glücksburg |  |  | Federico Carlo di Schleswig-Holstein-Sonderburg-Beck |  |
|                                                                        |                                                         |                                                                     |                                            |  |  |       |  |  | Federico Guglielmo di Schleswig-Holstein-Sonderburg-Glücksburg |  |  | Federico Carlo di Schleswig-Holstein-Sonderburg-Beck |  |
|                                                                        |                                                         | Federica di Schlieben                                               |                                            |  |  |       |  |  | Federico Guglielmo di Schleswig-Holstein-Sonderburg-Glücksburg |  |  |                                                      |  |
| Federico di Schleswig-Holstein-Sonderburg-Glücksburg                   |                                                         |                                                                     |                                            |  |  |       |  |  | Federico Guglielmo di Schleswig-Holstein-Sonderburg-Glücksburg |  |  |                                                      |  |
|                                                                        |                                                         | Luisa Carolina d'Assia-Kassel                                       | Carlo d'Assia-Kassel                       |  |  |       |  |  |                                                                |  |  |                                                      |  |
|                                                                        |                                                         | Luisa Carolina d'Assia-Kassel                                       | Carlo d'Assia-Kassel                       |  |  |       |  |  |                                                                |  |  |                                                      |  |
|                                                                        |                                                         | Luisa Carolina d'Assia-Kassel                                       | Luisa di Danimarca                         |  |  |       |  |  |                                                                |  |  |                                                      |  |
| Federico Ferdinando di Schleswig-Holstein-Sonderburg-Glücksburg        |                                                         | Luisa Carolina d'Assia-Kassel                                       |                                            |  |  |       |  |  |                                                                |  |  |                                                      |  |
|                                                                        |                                                         | Giorgio Guglielmo di Schaumburg-Lippe                               | Filippo II di Schaumburg-Lippe             |  |  |       |  |  |                                                                |  |  |                                                      |  |
|                                                                        |                                                         | Giorgio Guglielmo di Schaumburg-Lippe                               | Filippo II di Schaumburg-Lippe             |  |  |       |  |  |                                                                |  |  |                                                      |  |
|                                                                        |                                                         | Giorgio Guglielmo di Schaumburg-Lippe                               | Giuliana d'Assia-Philippsthal              |  |  |       |  |  |                                                                |  |  |                                                      |  |
| Adelaide di Schaumburg-Lippe                                           |                                                         | Giorgio Guglielmo di Schaumburg-Lippe                               |                                            |  |  |       |  |  |                                                                |  |  |                                                      |  |
|                                                                        |                                                         | Ida di Waldeck e Pyrmont                                            | Giorgio I di Waldeck e Pyrmont             |  |  |       |  |  |                                                                |  |  |                                                      |  |
|                                                                        |                                                         | Ida di Waldeck e Pyrmont                                            | Giorgio I di Waldeck e Pyrmont             |  |  |       |  |  |                                                                |  |  |                                                      |  |
|                                                                        |                                                         | Ida di Waldeck e Pyrmont                                            | Augusta di Schwarzburg-Sondershausen       |  |  |       |  |  |                                                                |  |  |                                                      |  |
| Principessa Elena Adelaide di Schleswig-Holstein-Sonderburg-Glücksburg |                                                         | Ida di Waldeck e Pyrmont                                            |                                            |  |  |       |  |  |                                                                |  |  |                                                      |  |
|                                                                        | Cristiano di Schleswig-Holstein-Sonderburg-Augustenburg | Federico Cristiano II di Schleswig-Holstein-Sonderburg-Augustenburg |                                            |  |  |       |  |  |                                                                |  |  |                                                      |  |
|                                                                        | Cristiano di Schleswig-Holstein-Sonderburg-Augustenburg | Federico Cristiano II di Schleswig-Holstein-Sonderburg-Augustenburg |                                            |  |  |       |  |  |                                                                |  |  |                                                      |  |
|                                                                        | Cristiano di Schleswig-Holstein-Sonderburg-Augustenburg | Luisa Augusta di Danimarca                                          |                                            |  |  |       |  |  |                                                                |  |  |                                                      |  |
| Federico VIII di Schleswig-Holstein-Sonderburg-Augustenburg            | Cristiano di Schleswig-Holstein-Sonderburg-Augustenburg |                                                                     |                                            |  |  |       |  |  |                                                                |  |  |                                                      |  |
|                                                                        |                                                         | Lovisa-Sofia Danneskjold-Samsøe                                     | Christian Conrad Sophus Danneskiold-Samsøe |  |  |       |  |  |                                                                |  |  |                                                      |  |
|                                                                        |                                                         | Lovisa-Sofia Danneskjold-Samsøe                                     | Christian Conrad Sophus Danneskiold-Samsøe |  |  |       |  |  |                                                                |  |  |                                                      |  |
|                                                                        |                                                         | Lovisa-Sofia Danneskjold-Samsøe                                     | Johanne Henriette Valentine Kaas           |  |  |       |  |  |                                                                |  |  |                                                      |  |
| Carolina Matilde di Schleswig-Holstein-Sonderburg-Augustenburg         |                                                         | Lovisa-Sofia Danneskjold-Samsøe                                     |                                            |  |  |       |  |  |                                                                |  |  |                                                      |  |
|                                                                        |                                                         | Ernesto I di Hohenlohe-Langenburg                                   | Carlo Ludovico I di Hohenlohe-Langenburg   |  |  |       |  |  |                                                                |  |  |                                                      |  |
|                                                                        |                                                         | Ernesto I di Hohenlohe-Langenburg                                   | Carlo Ludovico I di Hohenlohe-Langenburg   |  |  |       |  |  |                                                                |  |  |                                                      |  |
|                                                                        |                                                         | Ernesto I di Hohenlohe-Langenburg                                   | Amalia Enrichetta di Solms-Baruth          |  |  |       |  |  |                                                                |  |  |                                                      |  |
| Adelaide di Hohenlohe-Langenburg                                       |                                                         | Ernesto I di Hohenlohe-Langenburg                                   |                                            |  |  |       |  |  |                                                                |  |  |                                                      |  |
|                                                                        |                                                         | Feodora di Leiningen                                                | Emilio Carlo di Leiningen                  |  |  |       |  |  |                                                                |  |  |                                                      |  |
|                                                                        |                                                         | Feodora di Leiningen                                                | Emilio Carlo di Leiningen                  |  |  |       |  |  |                                                                |  |  |                                                      |  |
|                                                                        |                                                         | Feodora di Leiningen                                                | Vittoria di Sassonia-Coburgo-Saalfeld      |  |  |       |  |  |                                                                |  |  |                                                      |  |
|                                                                        |                                                         | Feodora di Leiningen                                                |                                            |  |  |       |  |  |                                                                |  |  |                                                      |  |

### Origine da Cristoforo II di Danimarca
Era una discendente diretta di Cristoforo II di Danimarca e portò la linea di suo figlio illegittimo Erik Christoffersen Løvenbalk indietro nella linea reale danese. L'attuale famiglia reale danese regnante discende soltanto dalla sorella di Cristoforo II Richeza.
1. Cristoforo II di Danimarca
2. Erik Christoffersen Løvenbalk
3. Niels Eriksen Løvenbalk
4. Jens Nielsen Løvenbalk
5. Maren Jensdatter Løvenbalk
6. Niels Jensen Kaas af Sparre
7. Niels Kaas af Sparre
8. Mogens Nielsen Kaas af Sparre
9. Erik Mogensen Kaas af Sparre
10. Otte Eriksen Kaas af Sparre
11. Mogens Ottesen Kaas af Sparre
12. Otte Kaas af Sparre
13. Rudbek Kaas af Sparre
14. Otto Ditlev Kaas af Sparre
15. Edele Sophie Ottosdatter Kaas af Sparre
16. Johanne Henriette Valentine Kaas af Mur
17. Lovisa-Sophie Danneskjold-Samsøe
18. Federico VIII, Duca di Schleswig-Holstein
19. Principessa Carolina Matilde di Schleswig-Holstein-Sonderburg-Augustenburg
20. Principessa Elena Adelaide di Schleswig-Holstein-Sonderburg-Glücksburg